# Arrigo Pintonello
Arrigo Pintonello (ur. 18 sierpnia 1908, zm. 8 lipca 2001) – włoski duchowny rzymskokatolicki, arcybiskup, tradycjonalista.
Ordynariusz polowy włoskich sił zbrojnych i biskup tytularny Theodosiopolis w latach 1953–1965, administrator apostolski Velletri w latach 1965–1967, arcybiskup Latina-Terracina-Sezze-Priverno w latach 1967-1971
Krytyk Soboru Watykańskiego II. Najwyższy dostojnik episkopatu włoskiego, który odrzucił postanowienia soborowe i reformy kościelne wprowadzone za pontyfikatu papieża Pawła VI. W 1971 roku zrezygnował z urzędu ordynariusza diecezji Latina-Terracina-Sezze-Priverno.
Uważany za konsekratora konklawistycznego antypapieża Linusa II.